# Alexis de Chaunac
 (mai 2023).
Alexis de Chaunac est un artiste contemporain franco-mexicain, né le 1991 à New York au États-Unis. Il a grandi entre Paris et Mexico.
Il est diplômé du Sarah Lawrence College et de l'université d'Oxford,,,.

## Expositions (sélection)

### Personnelles
- Botanica, Sargent’s Daughters, New York, 2019[5]
- Botanica Magnifica, ChaShaMa, New York, 2018[6]
- Rebelde con Causa, Universidad de Guanajuato, Guanajuato, Mexique, 2017
- A Dance with Life and Death, Silas von Morisse Gallery, Brooklyn, New York, 2015[7]
- Mala Sangre, Bestiario, Pinacoteca Diego Rivera, Xalapa, Mexique, 2015

### Collectives
- EXODUS III : Mexico In New York, WhiteBox Harlem, New York, 2020[8]
- Vertigo, Baahng & Co. Gallery, New York, 2019[9]
- 7102 Fantasma semiótico (s)cituacionista, Arte Carrillo Gil Museum, Mexico, Mexique, 2017